# Salix kirilowiana
Salix kirilowiana är en videväxtart som beskrevs av Stschegl.. Salix kirilowiana ingår i släktet viden, och familjen videväxter. Inga underarter finns listade i Catalogue of Life.